# Sebastián Ribas
Sebastián Cesar Helios Ribas (ur. 11 marca 1988 w Montevideo) – urugwajski piłkarz, grający na pozycji pomocnika.

## Kariera piłkarska
Wychowanek Venezii. W 2005 rozpoczął karierę piłkarską w klubie Juventud Las Piedras. Latem 2006 został zaproszony do Interu Mediolan, skąd został wypożyczony do Spezia Calcio. W 2008 przeszedł do francuskiego Dijon FCO. W latach 2011–2015 był zawodnikiem włoskiego klubu Genoa CFC, ale grał na zasadach wypożyczenia w klubach: portugalskim Sporting CP, francuskim AS Monaco, ekwadorskim Barcelona SC, francuskim RC Strasbourg oraz w trzecioligowym hiszpańskim FC Cartagena. Latem 2015 wrócił do Urugwaju, a 18 lipca zasilił skład klubu Centro Atlético Fénix. 5 lutego 2016 przeniósł się do River Plate Montevideo. 3 lipca 2016 został piłkarzem meksykańskiego Venados FC. 11 lipca 2017 roku podpisał kontrakt z ukraińskim klubem Karpaty Lwów. 26 sierpnia 2017 został wypożyczony do Club Atlético Patronato. W lipcu 2018 przeszedł do Club Atlético Lanús.
| Sezon   | Klub                 | Kraj       | Rozgrywki        | Mecze | Bramki | Rozgrywki Europy   | Mecze | Bramki |
| ------- | -------------------- | ---------- | ---------------- | ----- | ------ | ------------------ | ----- | ------ |
| 2005/06 | Juventud Las Piedras | Urugwaj    | Segunda división | 17    | 6      | –                  | –     | –      |
| 2006/07 | Inter Mediolan       | Włochy     | Serie A          | 0     | 0      | Liga Mistrzów UEFA | 0     | 0      |
| 2007/08 | Spezia Calcio (wyp.) | Włochy     | Serie B          | 4     | 0      | –                  | –     | –      |
| 2008/09 | Dijon FCO            | Francja    | Ligue 2          | 32    | 9      | –                  | –     | –      |
| 2009/10 | Dijon FCO            | Francja    | Ligue 2          | 36    | 16     | –                  | –     | –      |
| 2010/11 | Dijon FCO            | Francja    | Ligue 2          | 38    | 23     | –                  | –     | –      |
| 2011/12 | Genoa CFC            | Włochy     | Serie A          | 0     | 0      | –                  | –     | –      |
| 2011/12 | Sporting CP (wyp.)   | Portugalia | Primeira Liga    | 5     | 0      | –                  | –     | –      |
| 2012/13 | AS Monaco (wyp.)     | Francja    | Ligue 2          | 0     | 0      | –                  | –     | –      |

Stan na: 7 stycznia 2013 r.

## Sukcesy i odznaczenia

### Sukcesy piłkarskie
Inter Primavera
- zdobywca Torneo di Viareggio: 2006

### Sukcesy indywidualne
- piłkarz roku w Ligue 2: 2010/11
- król strzelców Ligue 2: 2010/11